# Teemu Wirkkala

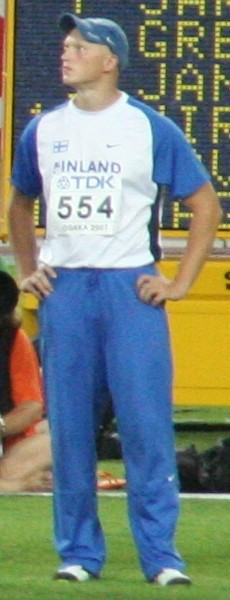
Teemu Wirkkala bei der Weltmeisterschaft 2007

Teemu Sakari Wirkkala (* 14. Januar 1984) ist ein finnischer Speerwerfer. Wirkkalas Bestweite liegt bei 87,23 Metern, aufgestellt am 22. Juli 2009 in Joensuu. 
2003 wurde Teemu Wirkkala in Tampere mit einem Wurf über 79,90 Meter Europameister der Junioren. Seine besten Würfe übertrafen zu diesem Zeitpunkt bereits die 80 Meter. Erst 2006 steigerte sich der noch junge Wirkkala und nahm bei den Europameisterschaften in Göteborg teil, wo er den sechsten Platz belegte. Bei den Weltmeisterschaften 2007 in Osaka blieb Wirkkala mit einem Wurf auf 78,01 Meter unter seinen Erwartungen zurück und wurde lediglich Zwölfter. Drei Wochen später erreichte Wirkkala in Stuttgart beim Leichtathletik-Weltfinale den fünften Rang. Sein Landsmann Tero Pitkämäki hatte den Wettkampf gewonnen. In Finnland hat er mit Pitkämäki und Tero Järvenpää starke Konkurrenten. Bei den Olympischen Spielen 2008 erreichte er Platz fünf.
Wirkkala ist 1,85 m groß und hat ein Wettkampfgewicht von 78 kg.